# Jonáš Ledecký
Jonáš Ledecký (* 24. září 1993 Praha) je český výtvarník, komiksový kreslíř a hudebník, syn zpěváka Janka Ledeckého a starší bratr snowboardistky a lyžařky Ester.

## Život a tvorba
Narodil se 24. září 1993 v Praze. Základní školu absolvoval formou domácího studia s individuálním plánem. Je částečně barvoslepý, přesto vystudoval střední školu reklamní a umělecké tvorby.
S kresbou komiksů podle vlastního vyjádření začal asi v 6. třídě základní školy, od 11 let. Ve věku 15 let, v roce 2009, mu vyšel první komiks s názvem KIWI a koncem roku 2014 jeho pokračování KIWI: Frajeři choděj. S Matyášem Namaiem spolupracoval na prezentačním komiksu pro DC a Marvel. V roce 2015 pracoval s Nemaiem, který jeho kresby vybarvuje, a také s autorem scénáře Zdeňkem Ležákem pro vydavatelství Albatros na komiksu o Karlu IV., který vyšel k 700. výročí panovníkova narození počátkem května 2016 pod názvem Karel IV. Pán světa. Originální návrh obálky byl v dubnu 2016 vydražen na charitativní akci Pomozte dětem.
Své obrazy, ženské akty malované barevně temperami nebo olejem, vystavoval na podzim 2014 v pražské galerii Le Court pod názvem Vivid Girls. Poté vystavoval ve Smetanově domu v Litomyšli či v galerii Andyho Hryce v Bratislavě. V roce 2015 měl stálou expozici ve Vinárně Na šikmé ploše.
Už na základní škole hrál ve své první hudební skupině. Spolu s Prokopem Jelínkem, Kryštofem Rákosníkem a Radkem Wejmelkou hrál přibližně od roku 2009 v hudební skupině Ray-Band, původně nazvané Marshall, pro niž podle vlastního vyjádření psal většinu písní. Svou identitu v roli frontmana skupiny však vyjevil až v roce 2010. Dne 24. května 2011 skupina vystoupila v Hard Rock Café jako předkapela Petra Nagye při křtu jeho CD. Koncem roku 2012 působení skupiny vyvrcholilo vydáním anglicky zpívaného alba Blues Jeans, na němž se kromě Ledeckého, který sepsal všechny písně, podíleli Filip Zangi (bubeník), Max Hruška (zpěvák a saxofonista), David Sedláček (kytarista) a Tomáš Breburda (baskytarista). V roce 2011 Jonáš Ledecký napsal a nazpíval píseň It's Christmas pro muzikálové album svého otce Vánoční zázrak aneb Sliby se maj plnit o Vánocích. V roce 2015 pak složil a produkoval píseň Jestli to pomůže na otcovo autorské album Na konci duhy a spolupracoval i na jeho přebalu. V březnu 2012 se zúčastnil s otcem Jankem předávání cen Anděl.
Mimo jiné se objevil také ve filmu Snowboarďáci (2004). V roce 2005 vyhrál v dětské kategorii 4x4 Český pohár ve snowboardingu, několik let byl v české reprezentaci. Pro sezonu 2015/16 navrhl sestře Ester kombinézu v komiksovém stylu. V letech 2017-2019 vystupoval s kapelou Jonas & the Whale.